# Элисенда де Монкада
Элисе́нда де Монка́да (исп. Elisenda de Montcada), или Элисе́нда де Монка́да Пино́с (англ. Elisenda de Montcada Pinós; 1292, Айтона, графство Барселона — 9 июля 1364, Барселона, графство Барселона) — каталонская аристократка из дома Монкада, дочь барона Пере II Рамона де Монкада, сенешаля Барселоны. В своём праве сеньора Сероса и Мекиненсы. 
Четвёртая и последняя супруга короля Хайме II Справедливого; в замужестве — королева Арагона, Валенсии, Сардинии и Корсики, графиня Барселоны, Жероны, Осоны и Бесалу. «Каталонская королева» (исп. La reina catalana).

## Происхождение
Родилась в 1292 году в Айтоне у сенешаля Барселоны Пере II Рамона де Монкада-и-д’Абарка, барона Айтоны, Сероса и Сосеса от второй супруги Элисенды де Пинос-и-Канет. Всего в семье было шестеро детей. Братьями Элисенды были крёстный отец будущего короля Педро IV Церемонного барон От I де Монкада и де Пинос, военный и дипломат Гильен Рамон де Монкада и де Пинос, епископ Гастон де Монкада и де Пинос. Монкада являлись одним из знатнейших каталонских аристократических родов, имевших тесные связи с королевским Барселонским домом. Прабабкой Элисенды по отцовской линии была Констанция Арагонская, внебрачная дочь короля Педро II Католика.

## Брак
Спустя месяц после смерти третьей жены, король Хайме II, через кардинала Беранже де Фредоля, обратился к римскому папе Иоанну XXII за разрешением на четвёртый брак, ввиду того, что он и его избранница состояли в близком родстве (приходились друг другу троюродными братом и сестрой). В послании понтифику монарх не указал имени невесты, которой была Элисенда де Монкада. Через брак с представительницей влиятельного каталонского семейства, Хайме II рассчитывал укрепить свои позиции в Каталонии и на Сицилии, где у дома Монкада были обширные владения.
25 декабря 1322 года в Таррагоне прошла церемония бракосочетания пятидесятипятилетнего Хайме II и тридцатилетней Элисенды. От старшего брата, в качестве приданного, невеста получила феоды Серос и Мекиненсу. Король передал жене в пожизненный узуфрукт феоды Бергу, Бурриану, Тортосу, Морелью, Торроэлью-де-Монтгри и Пальс. После свадьбы супруги поселились в королевском дворце в Барселоне.
Их брак оказался бездетным. Хайме II был болен, и Элисенда понимала, что её присутствие при королевском дворе будет недолгим. Она поддерживала внука Хайме II, который помнил о покровительстве Элисенды и после того, как занял арагонский трон под именем Педро IV. Двор предшественниц королевы находился в королевском дворце в Тортосе. Элисенда перенесла свою резиденцию в Барселону. В этом городе она прожила большую часть своей жизни. Королева была красивой, образованной и благочестивой женщиной. Занималась благотворительностью. Помогала мужу советами в государственных делах и уравновешивала вспыльчивый характер супруга.
По свидетельству испанского историка Эрнеста Мартинеса Феррандо: «Элисенда своими женскими качествами, своей утонченной религиозностью была лучшим успокоительным, какое только мог обрести монарх в горечи своих последних лет. Общение с преданной женой скрашивало часы его душевных и телесных мук. Можно с уверенностью сказать, что Элисенда помогла Хайме II «хорошо умереть». По мере приближения смерти, как отмечает биограф, между двумя супругами установилось «религиозное единомыслие»».

## Вдовство и смерть
В завещании Хайме II, составленном им за несколько месяцев до смерти, король подтвердил все прежние дарения и доходы, переданные супруге. Он также оставил Элисенде золотую корону, которую надел на неё в день их свадьбы, многочисленные ювелирные изделия, дорогие ткани и столовые приборы из драгоценных металлов. Хайме позволил Элисенде основать в окрестностях Барселоны монастырь клариссинок, хотя в Вильяфранка-дель-Пенедес уже был монастырь этого ордена, основанный его первой женой Бланкой Неаполитанской. Единственным условием было требование короля освятить монастырь в честь Пресвятой Богородицы.
Обитель должны были возвести в Вальдауре, между Сарданьолой и Монкадой. Однако позднее монастырь построили в местечке под названием Педральбес, которое было выбрано из-за белого камня, добывавшегося в большом количестве в близлежащем карьере. Строительные работы продвигались быстро. Возможно, Хайме II предчувствовал скорую смерть и потому активно содействовал возведению монастыря. В 1326 году обитель была объявлена открытой. 3 мая 1327 года в присутствии монаршей четы монастырь был освящён и в нём появились первые насельницы — четырнадцать клариссинок. Монахини избрали первую настоятельницу обители, которой стала Соберана д’Ольсет.
2 ноября того же года Элисенда овдовела. Следующие тридцать семь лет она прожила в уединении в небольшом дворце рядом с монастырем, не принимая монашеского пострига. Как основательница обители, вдовствующая королева обладала широкими полномочиями. Она активно участвовала в принятии решений монашеской общиной и способствовала закреплению за монастырём ряда привилегий, одной из которых было решение Совета ста Барселоны защищать монастырь в случае опасности. Взамен обитель согласилась принимать в число насельниц горожанок-девиц, не требуя от них приданного. Вдовствующая королева позаботилась и об экономическом благосостоянии обители. Сделанные ею пожертвования были такими большими, что почти уничтожили дух бедности, которым руководствовались основатели ордена.
Элисенда следила за строительством и благоустройством монастырских зданий. По заказу вдовствующей королевы в монастыре появились росписи и картины кисти Феррера Бассы и Хайме Серра, например, в часовне Святого Михаила. Последние представляют собой фрески и полотна на темы из Страстей Христовых, Семи радостей Марии и портреты святых. Они были заказаны настоятельницей Франсеской Сапортелья, племянницей Элисенды, а вдовствующая королева оплатила работы.
Своё уединение Элисенда нарушала в редких случаях. Вместе с королевой Марией Наваррской, женой арагонского короля Педро IV, и Констанцией Арагонской, женой мальоркского короля Хайме III, она участвовала в церемонии переноса останков святой Евлалии в собор Барселоны. 11 апреля 1364 года Элисенда де Монкада составила завещание. Она скончалась 9 (по другим данный 17 или 19) июля того же года. Почти всё своё имущество Элисенда оставила монастырю, за исключением некоторых вещей, завещанных ею другим учреждениям, родственникам и знакомым. По желанию вдовствующей королевы дворец, в котором она жила рядом с монастырём, снесли сразу после её смерти. Опись вещей, хранившихся в покоях Элисенды, свидетельствовала о скромном образе жизни, который она вела. Гробница королевы находится рядом со стеной, отделяющей церковь от монастыря и представляет собой великолепное произведение каталонской готики. Часть памятника находится внутри церкви, другая часть в монастыре. Со стороны церкви надгробная скульптура Элисенды изображена в королевском одеянии и короне. Со стороны монастыря она изображена облачённой в скромное вдовье платье или монашеское одеяние. Портрет Элисенды де Монкада находится в Галерее выдающихся каталонцев городского совета Барселоны.